# Женская сборная Уругвая по баскетболу 3×3
Женская сборная Уругвая по баскетболу 3×3 представляет Уругвай на международных соревнованиях по баскетболу 3×3. Управляющим органом является Федерация баскетбола Уругвая (исп. Federacion Uruguaya de Basketball, FUBB).
По состоянию на 11 сентября 2024, женская сборная Уругвая по баскетболу 3×3 занимает 64-е место в мировом рейтинге ФИБА женских сборных по баскетболу 3×3.

## Результаты выступлений
| Турнир                           | Золото | Серебро | Бронза | Всего |
| -------------------------------- | ------ | ------- | ------ | ----- |
| Чемпионат мира по баскетболу 3×3 | —      | —       | —      | —     |
| Чемпионат Америки (3×3 AmeriCup) | —      | —       | —      | —     |
| Панамериканские игры             | —      | —       | —      | —     |
| Итого                            | —      | —       | —      | —     |

### Чемпионат мира по баскетболу 3×3
| Год         | Место          | Игры           | Победы         | Поражения      | Состав команды                                                       |
| ----------- | -------------- | -------------- | -------------- | -------------- | -------------------------------------------------------------------- |
| 2012        | не участвовали | не участвовали | не участвовали | не участвовали | не участвовали                                                       |
| Москва 2014 | 16             | 6              | 1              | 5              | Lucia Guadalupe, Victoria Pereyra, Florencia Sergio, Florencia Somma |
| 2016—н. в.  | не участвовали | не участвовали | не участвовали | не участвовали | не участвовали                                                       |

### Чемпионат Америки по баскетболу 3×3 (AmeriCup)
| Год           | Место          | Игры           | Победы         | Поражения      | Состав команды                                                            |
| ------------- | -------------- | -------------- | -------------- | -------------- | ------------------------------------------------------------------------- |
| Майами 2021   | 11             | 2              | 0              | 2              | Joaquina Gregorio, Emilia Larre, Josefina Rivera, Lucia Schiavo           |
| 2022          | не участвовали | не участвовали | не участвовали | не участвовали | не участвовали                                                            |
| Сан-Хуан 2023 | 10             | 2              | 0              | 2              | Natasha Dolinsky Paladino, Sabrina Molina Sosa, Lucia Schiavo, Ailen Sosa |

### Панамериканские игры
| Год           | Место | Игры | Победы | Поражения | Состав команды                                                 |
| ------------- | ----- | ---- | ------ | --------- | -------------------------------------------------------------- |
| Лима 2019     | 6     | 6    | 0      | 6         | Daiana Cartró, Natasha Dolinsky, Aldana Gayoso, Lucia Schiavo  |
| Сантьяго 2023 | 9     | 2    | 0      | 2         | Lucia Auza, Natasha Dolinsky, Lucia Schiavo, Josefina Zeballos |